# Che Kung Temple (stacja MTR)
Che Kung Temple (chiński: 車公廟) – jedna ze stacji MTR, systemu szybkiej kolei w Hongkongu, na Tuen Ma Line. Została otwarta 21 grudnia 2004. 
Znajduje się na Che Kung Miu Road w dzielnicy Sha Tin, w Nowych Terytoriach.